# Бак (мови)
Бак — мовна група Північної гілки Західноатлантичних мов. Мови групи поширені у Західній Африці.
Група включає в себе 2 підгруп та 8 вільних мов:
- Діола (дьола)
- Тенда
- манкань
- баланте
- манджак (мандьяк)
- папел (пепел)
- біафада
- мпаджаде
- баньюн
- касанга